# Monte San Vito
Monte San Vito és un comune (municipi) de la província d'Ancona, a la regió italiana de les Marques, situat a uns 20 quilòmetres a l'oest d'Ancona. A 1 de gener de 2019 la seva població era de 6.815 habitants.
Monte San Vito limita amb els següents municipis: Chiaravalle, Jesi, Monsano, Montemarciano, Morro d'Alba, San Marcello i Senigallia.